# 五大牧首區

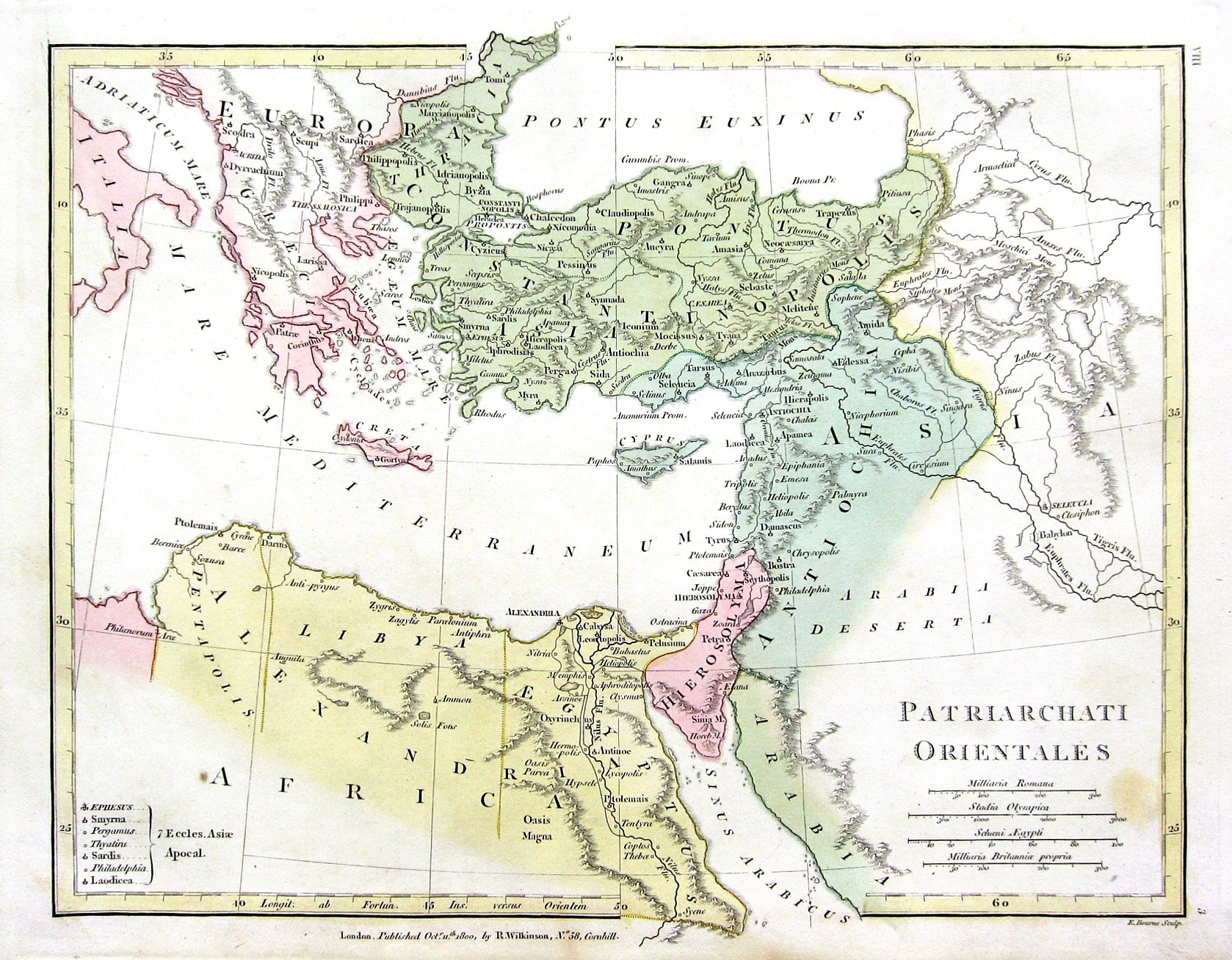
查士丁尼時期五大牧首區地圖，包括受羅馬統治的幾乎所有地区。8世紀的東羅馬帝國皇帝利奧三世把君士坦丁堡牧首區的邊界向西和向北推展

五大牧首區，基督教歷史上的術語，源自於初代教會首領將整個羅馬帝國的領土，統一在唯一的基督教世界（Christendom）的理想。這些地區分別被劃歸為五個主教座，由五個宗主教進行管理。這五個教會分別位於羅馬、君士坦丁堡、亞歷山大港、安提阿和耶路撒冷。將普世與唯一的統治權力歸於基督教會手中的理念，與羅馬帝國統治結構之間有緊密的關連，但是因為地區政治及教會勢力的現實狀況，造成五大教區的分劃。這五個主教座比起其他主教座擁有更大權力，是因為它們在政治和教會的重要性；它們全都位於帝國內的重要城市和區域，也是教會的主要中心。羅馬、亞歷山大和安條克在早期教會發展有重要角色，尤其又以羅馬教會為首。君士坦丁堡在4世紀成為皇室首都，成为新罗马，在第六次公会议之后与罗马圣座地位同等。耶路撒冷在使徒時期十分重要，因此獲得禮儀上的排位。
正教會對羅馬帝國境內五個基督教地區的聯盟管制。

## 概論
古希臘語：（Pentarchia）的字根由（pente，意為五）與（archo，意為統治）組成。
五大牧首區的概念首先在皇帝查士丁尼一世的Novella 131中的法律清楚講明。692年的五六會議正式確認五大牧首，並把五個主教座按重要性排列。尤其在五六會議後，東方基督教在哲學上接受了五大牧首區的概念，西方基督教也接受此概念。
查士丁尼和五六會議把帝國以外的教會排除出去，例如當時正在薩珊王朝的波斯冒起的東方教會被他們視為異端。在帝國內只承認迦克墩派，而把阿歷山大和安提阿的非迦克墩派人士視為非法。
各個牧首區的紛爭，尤其是羅馬和君士坦丁堡，使五大牧首不能成為有效的管治實體。7世紀亞歷山大、耶路撒冷和安條克被伊斯蘭征服，使君士坦丁堡成為東方唯一的權威，此後「五大牧首區」的概念只剩下象徵意義。東方教會磨擦，以東西教會大分裂告終，和帝國之外的大型獨立的都主教座在保加利亞、塞爾維亞和俄羅斯的興起，使帝國內的古老主教座變得不重要。